# Denys Cherevychko
Denys Cherevychko (ukrainisch Денис Черевичко / Denys Tscherewytschko; * im 20. Jahrhundert in Donezk, Ukraine) ist ein ukrainischer Balletttänzer.

## Ausbildung und Karriere
Cherevychko wurde in seiner Heimatstadt an der Ballettakademie von Vadim Pisarev und an der Heinz-Bosl-Stiftung, Ballett-Akademie in München ausgebildet. 2006 wurde er in das Ballett der Wiener Staatsoper und Volksoper aufgenommen. Ab 2008 war er Halbsolist, ab 2009 Solist und ab 2012 Erster Solotänzer des Wiener Staatsballetts.
Sein Repertoire umfasst diverse Rollen in Balletten von Frederick Ashton, George Balanchine, Ferenc Barbay und Michael Kropf, Maurice Béjart, Davide Bombana, Jiří Bubeníček, Ben Van Cauwenbergh, Nils Christe, John Cranko, David Dawson, Jorma Elos, William Forsythe, Gyula Harangozó sen., Gyula Harangozó, Joseph Haßreiter, Pierre Lacotte, Harald Lander, Manuel Legris, Serge Lifar, Paul Lightfoot und Sol León, Kenneth MacMillan, Jean-Christophe Maillot, Vladimir Malakhov, Hans van Manen, Antony McDonald, John Neumeier, Rudolf Nurejew, Ashley Page, Marius Petipa, Roland Petit, Jerome Robbins, Rostislaw Sacharow, Wachtang Tschabukiani, Christopher Wheeldon, Peter Wright und Renato Zanella.
Gastspiele führten ihn in diverse europäische Länder und nach Übersee.

## Auszeichnungen
- 2. Preis Wettbewerb für Junge Tänzer in Kiew (2004)
- 1. Preise beim Serge Lifar Wettbewerb in Kiew (2004) und beim Tanzolymp in Berlin (2005)
- Silbermedaille (Junioren) USA International Ballet Competition in Jackson (2006)
- 1. Preis ÖTR-Contest in Wien (2007)
- Förderpreis des Ballettclub Wiener Staatsoper & Volksoper (2007)
- 1. Preis und Goldmedaille beim 25. Internationalen Ballettwettbewerb in Varna (2012)
- Nominierung für den Prix Benois de la Danse 2011 für seine Auftritte in „The Vertiginous Thrill of Exactitude“